# Radio Tigullio
Radio Tigullio è stata un'emittente radiofonica locale italiana.

## Storia
Radio Tigullio nacque a Santa Margherita Ligure il 13 maggio 1976 con il nome di R.T.A. - Radio Tigullio Activity, nel periodo delle prime radio libere, e chiusa, dopo vicende alterne, per l'assenza della concessione a continuare a trasmettere nel 2000.
L'emittente ha avuto sede per oltre vent'anni nel castello Cinquecentesco sul lungomare di Santa Margherita, da dove trasmetteva programmi musicali e di informazione. Il comune di Santa Margherita aveva infatti concesso in comodato d'uso a titolo gratuito la torretta del castello per le trasmissioni della radio. Tra gli oltre cento speaker passati per gli studi di Radio Tigullio si ricordano ;Marco Revello, Marco Nicolosi, Gianni Trifiletti, Monica Guiducci, Alessandro Terbio, Beppe Risso, Stefano Odaglia, Fabio De Zan, Marzio Rosi e il famoso Rudy Zerbi, che proprio a Radio Tigullio mosse i suoi primi passi "artistici". Dal 2012 rinasce come Radio Tigullio Web